# Culcasia loukandensis
Culcasia loukandensis là một loài thực vật có hoa trong họ Ráy (Araceae). Loài này được Pellegr. mô tả khoa học đầu tiên năm 1934.